# Christuskirche (Brühl)

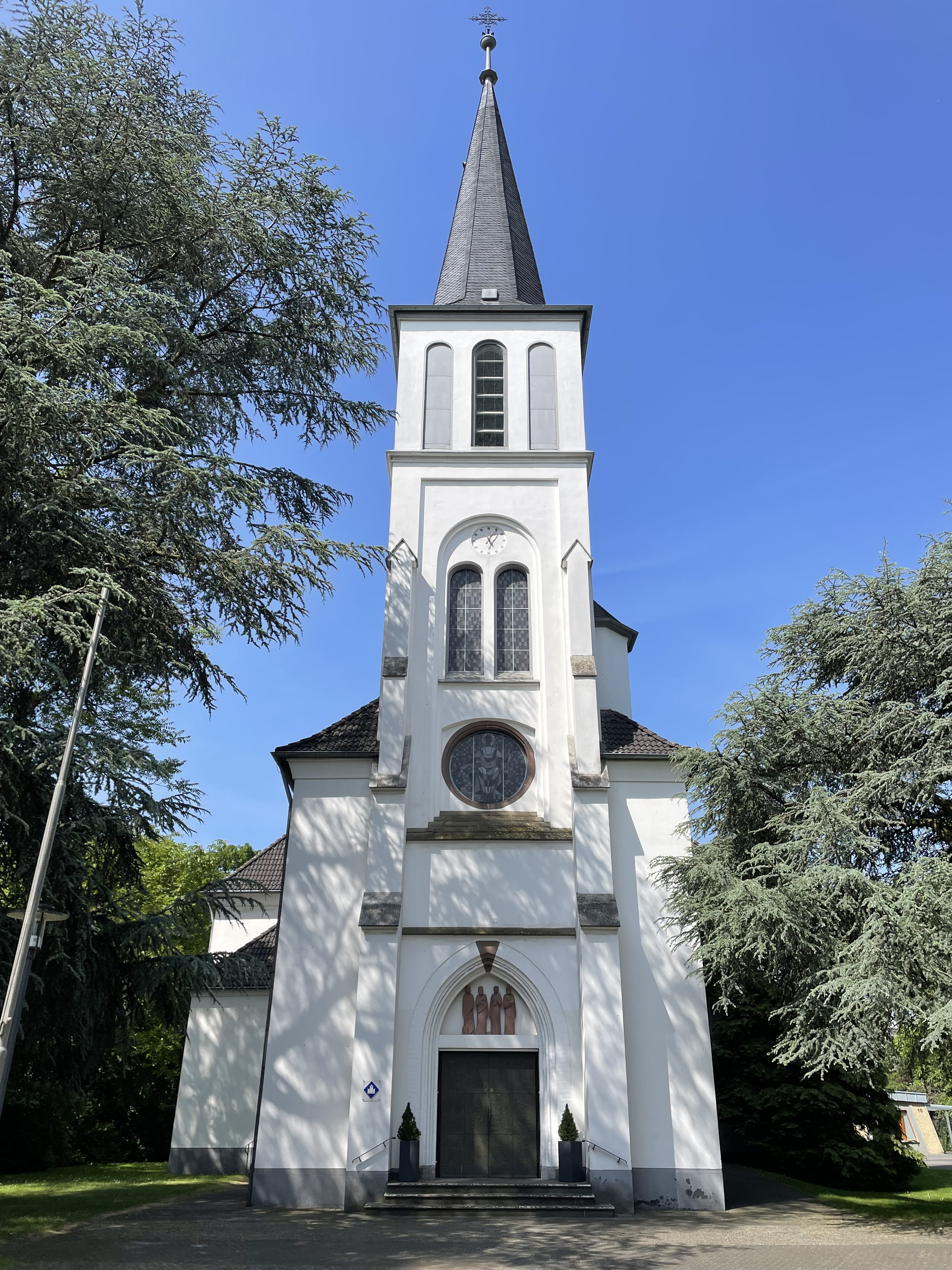
Christuskirche

Die Christuskirche in Brühl ist eine 1888 eingeweihte evangelische Kirche. Sie gilt als älteste evangelische Kirche zwischen Köln und Bonn. Die Diaspora-Gemeinde gründete auf dem Zuzug preußischer, meist evangelischer Soldaten, Beamten und Unternehmer nach den Befreiungskriegen. Sie gehört zum Kirchenkreis Köln-Süd der Evangelischen Kirche im Rheinland.

## Lage
Das Bauwerk befindet sich nördlich des Schlosses Augustusburg und dort südlich der Gartenstraße, die in West-Ost-Richtung verläuft. Von ihr zweigt der Mayersweg in südlicher Richtung ab, der zum Haupteingang der Kirche führt. Östlich hiervon entspringt der Palmersdorfer Bach, der in den Rhein entwässert. Nordöstlich des Baches befindet sich das Gemeindebüro der Evangelischen Kirche in Brühl, westlich des Bauwerks eine evangelische Kindertagesstätte. Das Bauwerk steht auf einem Grundstück, dass im Westen mit einer Mauer und an den übrigen Seiten mit einer Hecke eingefriedet ist.

## Geschichte

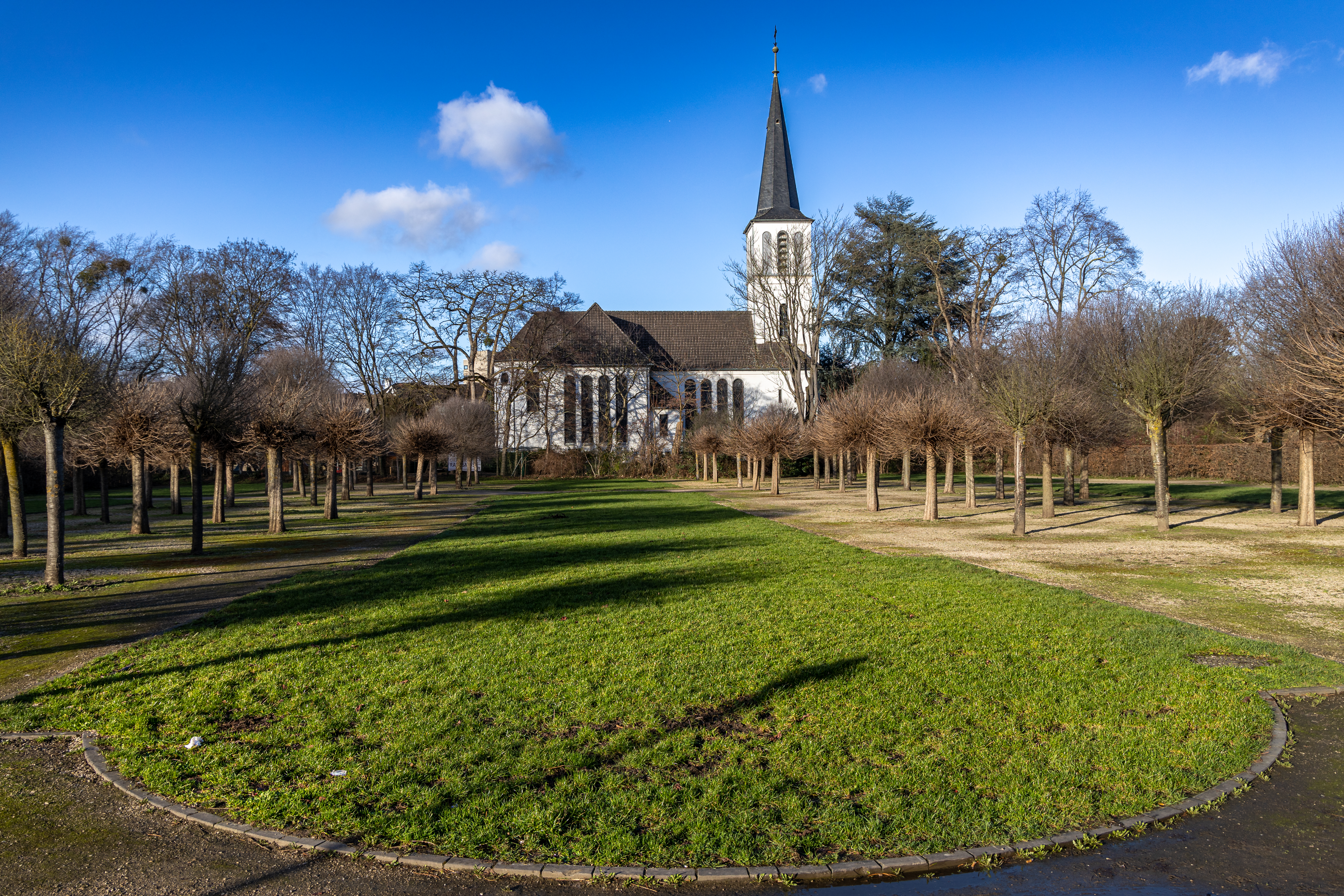
Christuskirche mit Schlosspark

Nach der Reformation fasste auch in Brühl der Protestantismus Fuß. Der Stadtherr Hermann von Wied war am Anfang seiner Herrschaft noch streng katholisch. So wurde 1535 Johann Klopreis, den man in Münster gefangen hatte, an der Westseite des Brühler Schlosses als protestantischer Märtyrer verbrannt. 1543 hatte sich die Einstellung des Erzbischofs so geändert, dass er das Abendmahl in beiderlei Gestalt reichen ließ. Er konnte sich aber nicht gegen Kaiser und Papst durchsetzen, und der evangelische Schmalkaldische Bund versagte ihm die Unterstützung. So war die Reformation im Rheinland nach der Exkommunikation des Erzbischofs im April 1545 und endgültig 1547 nach dem Schmalkaldischen Krieg gescheitert. In der Folgezeit mussten alle Protestanten und auch die Zuwanderer zum katholischen Glauben konvertieren.
Im Jahr 1812, noch in der Franzosenzeit, gab es nach den Pfarrakten nur sechs Evangelische, 1834, in der Zeit Preußens, 61. Der erste evangelische Gottesdienst wurde 1834 vom Divisionspfarrer als Militärgottesdienst für das in Koblenz und teilweise in Brühl stationierte Infanterie-Regiment „von Goeben“ (2. Rheinisches) Nr. 28 abgehalten. Ab 1836 standen für den evangelischen Gottesdienst aufgrund einer Kabinettsorder zunächst die Heilig-Geist-Kapelle im Schloss, später ein größerer Raum im Nordflügel zur Verfügung. Der Gottesdienst fand alle vier Wochen von Divisions- oder Kölner Pfarrern statt; im Herbst 1842 sogar im Beisein von Friedrich Wilhelm IV. Ähnlich wurden auch in Bornheim, im dortigen Schloss Gottesdienste abgehalten und eine Gemeindegründung ins Auge gefasst. Nachdem sich in der Zwischenzeit Initiativen zur Bildung einer eigenen Pfarrei und auch ein Presbyterium gebildet hatten, wurde mit Genehmigung des Konsistoriums am 14. August 1851 zuerst noch zusammen mit Bornheim der erste Pfarrer und Schlossprediger, Erwin Scheden, gewählt. Dies gilt als das Gründungsdatum der Gemeinde. Zuvor war im Kirchenkreis Mülheim am Rhein das zukünftige Gemeindegebiet abgegrenzt worden. Die Gemeinde umfasste die Bürgermeistereien Brühl, Rondorf (ohne Rodenkirchen), Gymnich, Liblar, Lechenich, Erp, Friesheim, Weilerswist, Hürth (ohne die BM Efferen und ohne Gleuel und Berrenrath) sowie die Rheinschiene von Wesseling bis Hersel, insgesamt 108 Evangelische (die Bornheimer brachten 75 zusammen). Erwähnenswert sind die besonders aktiven ersten Gemeindemitglieder: der königliche Oberberggeschworene Bergmann war der erste von 21 Stimmberechtigten 1837 gewählte Kirchmeister, Gutsbesitzer Friedrich Wilhelm Bendleb vom Weilerhof in Fischenich war Gemeindeältester und Kaufmann Lenz wurde zum Diakon für die Armenfürsorge bestimmt. Weitere „Prominente“ waren der Hofgärtner Claußen, der Oberförster Schirmer, der Major Berthold und der Gutsbesitzer Friedrich Giesler, der 1833 Schloss und Gut Falkenlust gekauft hatte und nachmals zum reichsten Bürger Brühls wurde, alles Zugereiste. Offiziell staatlich genehmigt wurden die beiden (bis 31. Dezember 1894) pfarramtlich verbundenen Gemeinden am 20. November 1855, seitdem gab es auch den Zuschuss zum Pfarrgehalt als Staatsleistung, das im Übrigen von freiwillig zugesagten jährlichen Spenden von Gemeindeangehörigen getragen wurde. 100 Taler gab der Kölner Zweigverein des Gustav-Adolf-Werks dazu. Der Pfarrer war außer Schlossprediger noch Militärgeistlicher für die im Schloss stationierten Soldaten und musste auch viermal Gottesdienste in polnischer Sprache in den verschiedensten Garnisonen abhalten. Er wohnte im Schloss.
Für die kleine Gemeinde reichte zunächst der Raum im Schloss. Auch wollte die Gemeinde zuerst eine Schule bauen (1852 26 Kinder) und als nach der Renovierung des Schlosses die Kündigung der Pfarrwohnung erfolgte (1862), entstand im Jahr 1863 auf einem Grundstück, das von der Schlossverwaltung erworben wurde, ein Schul- und ein Pfarrhaus. Zu den Kosten von 6000 Talern gab der König 1000 als Gnadengeschenk dazu.
Für den Kirchbau hatte bereits Friedrich Giesler testamentarisch 2000 Taler bestimmt. Richard Frickenhaus (1876–1920 Pfarrer in Brühl) nahm die Gelegenheit war, das Grundstück des ehemaligen Nordgartens von der Domänenverwaltung zu erwerben, das 1879 pachtfrei geworden war, unter der Bedingung, die Baupläne dem Schlossherren vorzulegen. Der Baurat Karl Freyse aus Köln-Lindenthal veranschlagte die Baukosten (vorerst ohne Turm) auf 45.000 Goldmark, zu denen wieder ein Gnadengeschenk von 8550 Mark und viele andere Vermächtnisse kamen. Die Gemeindeangehörigen zeichneten gerne ihre Beiträge zu den Baukosten, sodass am 2. September 1886 der Grundstein gelegt und die Gemeinde dann doch den Mut aufbrachte, zusätzliche Darlehen für den Turm aufzunehmen und diesen gleich mitzubauen. Am 21. September 1888 wurde die Kirche unter Beteiligung der Koblenzer Kirchenleitung und 22 Pfarrern aus den Nachbargemeinden unter Superintendent Bartelheim aus Köln eingeweiht. Der Generalsuperintendent Dr. Bauer war ebenfalls anwesend; die Festpredigt hielt Pfarrer Richard Frickenhaus. Durch das Anwachsen der Bevölkerung in Brühl und im Umland durch die Industrialisierung insbesondere durch die Braunkohleindustrie und nach dem Zweiten Weltkrieg durch den Zuwachs von Aussiedlern aus den meist evangelischen Ostgebieten wurden zunehmend zuerst Gemeindebezirke mit alle 14 Tage abgehaltenen Gottesdiensten in zuvor gebauten Schulen oder in Privathäusern gegründet, dann Kirchen gebaut und schließlich eigene Gemeinden begründet. Diese Entwicklung war 1957 mit der Gründung der Evangelischen Gemeinde Hürth abgeschlossen. Zuvor wurde für Brühl 1954 nach der Pensionierung von Pfarrer Georg Grosser, Ehrenbürger seit 1963, der hier 34 Jahre bis zu seinem 70. Geburtstag und mit 42 Dienstjahren gesamt gewirkt hatte, eine zweite Pfarrstelle bewilligt. Als die Gemeinde auf 12.000 Mitglieder angewachsen war, gab es sogar vier Pfarrstellen. Heute versorgen drei Geistliche in sechs Kirchen etwa 9.300 Gemeindemitglieder.
Die Kirche fiel am 4. März 1945 um 1.30 Uhr dem letzten der Bomberangriffe zum Opfer, nur der Turm blieb schwer aufgerissen stehen. Vom Pfarrgarten und Kirche bis zum Schlosspark zählte man etwa 60 Bombentrichter. Am 7. März rückten die Amerikaner in Brühl ein. Auch Pfarr- und Gemeindehaus waren getroffen, konnten aber bis Ende 1946 wieder aufgebaut werden, das Gemeindehaus bis Januar 1950. Gottesdienst wurde wieder im Schloss gehalten, und zwar in der Orangerie.
Nach Trümmerbeseitigung wurde am 10. September 1950 der Grundstein für den Wiederaufbau unter den Altar gelegt. Der Bau kostete, auch wenn einige Ziegel wiederverwendet wurden, nahezu 230.000 DM. Die Industrie steuerte 35.000 DM bei, ebenso spendeten viele Brühler – auch katholische – Geschäfte und der Stadtrat und der seit 1949 bestehende Kirchbauverein, der monatlich fast 300 DM sammelte. Die Pläne für den Neubau gingen auf den Kölner Architekten Gottfried Tucholsky zurück, die erneute Kirchweihe fand am 11. November 1951 durch den Präses Held statt. Der Bau steht auf den alten Fundamenten in Kreuzform aber mit schlichterer Form und weniger dicken Wänden mit einfacher Balkendecke und schlichten hohen Rundbogenfenstern, nicht zuletzt auf Drängen des Landeskonservators Franz Graf Wolff Metternich. Letztlich stimmte das Presbyterium auch zu, dass die Reste der neugotischen Sandsteinfiguren des Turmes abgeschlagen wurden. In den 1960er Jahren beauftragte sie den Bildhauer Helmuth Uhrig aus Stuttgart mit der Gesamtkonzeption des weiteren Ausbaus.

## Architektur

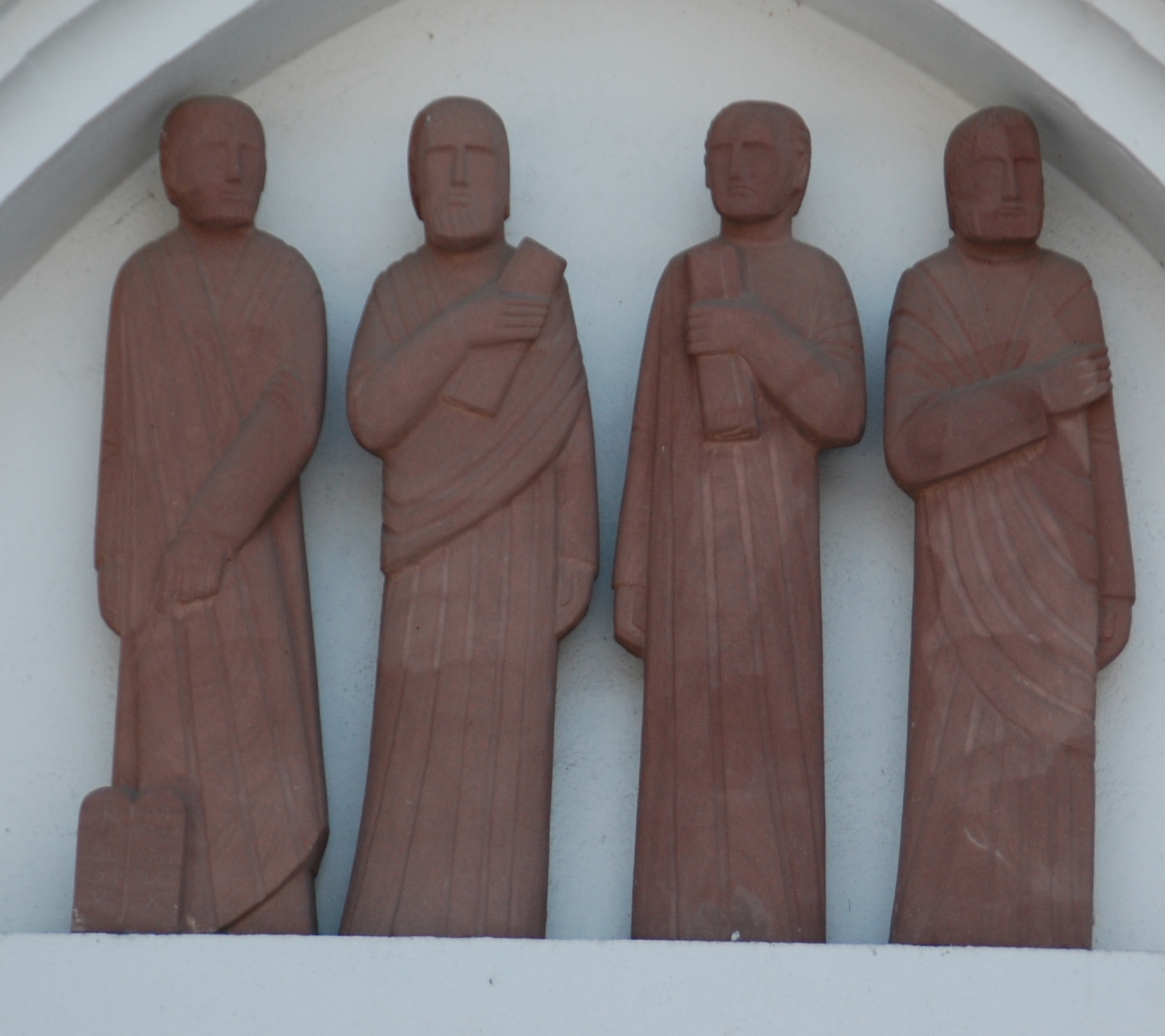
Figurengruppe über dem Haupteingang

Das Bauwerk ist eine zweijochige Saalkirche aus Mauerstein, der anschließend weiß verputzt wurde. Der Chor hat einen Fünfachtelschluss und ist nicht eingezogen. Am Ursprungsbau von Freyse waren an jeder Seite des Chors zweifach gestufte Strebepfeiler, dazwischen spitzbogige Fenster. Nach der Erneuerung befinden sich im oberen Bereich an der Nordwest- und Südwestseite je ein kleines Rundfenster.
An den Chor schließt sich das Langhaus mit einem Querschiff an. An der Nord- und Südseite des Querschiffs sind an der korrespondierenden Nord- und Südseite je vier große Rundbogenfenster, die sich annähernd über die gesamte Fassade erstrecken. Vier weitere Fenster befinden sich jeweils im östlichen Bereich des Langhauses. Am Übergang des Querschiffs zum Langhaus ist an der Südseite ein kleiner, rechteckiger Anbau. Dieser entstand erst nach dem Wiederaufbau. Ein vergleichbarer Anbau ist auch auf der Nordseite vorhanden; in Richtung Chor befindet sich ein dritter Anbau. Das ursprüngliche Gebäude besaß ein am Querschiff eine große, spitzbogenförmige Öffnung, in die wiederum drei spitzbogenförmige Fenster mit einem darüberliegenden Dreipass trugen. Im Giebel befanden sich je drei weitere kleinere Öffnungen. Zwischen dem Querschiff und dem Turm waren zwei weitere, spitzbogenförmige Fenster mit Maßwerk sowie je ein Strebepfeiler. Schiff und Chor trugen damals hingegen bereits ein schlichtes Satteldach, das nach Westen hin abgewalmt ist.
Der Turm hat einen quadratischen Grundriss und ist gegenüber dem Schiff stark eingezogen; er wird durch einen Anbau an der Nordseite ergänzt. An der Westseite ist ein großes, hochrechteckiges Portal, darüber in einem Bogenfeld die vier Evangelisten, die aus rotem Sandstein gearbeitet wurden. Der Turm wird durch Strebepfeiler gegliedert. Im mittleren Geschoss befindet sich an der Westseite ein großes Ochsenauge mit einer Abbildung von Jesus Christus, darüber zwei Rundbogenfenster mit einer Turmuhr. Oberhalb eines Gesims erhebt sich das Glockengeschoss. An jeder Seite befindet sich mittig eine rundbogenförmige Klangarkade, die von seitlichen, ebenfalls rundbogenförmigen Blenden begleitet werden. Diese waren am Ursprungsbau nicht vorhanden. Stattdessen war er mit Eckfialen verziert und besaß vier Zwerchgiebel, die durch Strebebögen mit den Fialen verbunden waren. Oberhalb erstreckt sich der achtfach geknickte Turmhelm, der mit Turmkugel und Kreuz abschließt.

## Ausstattung

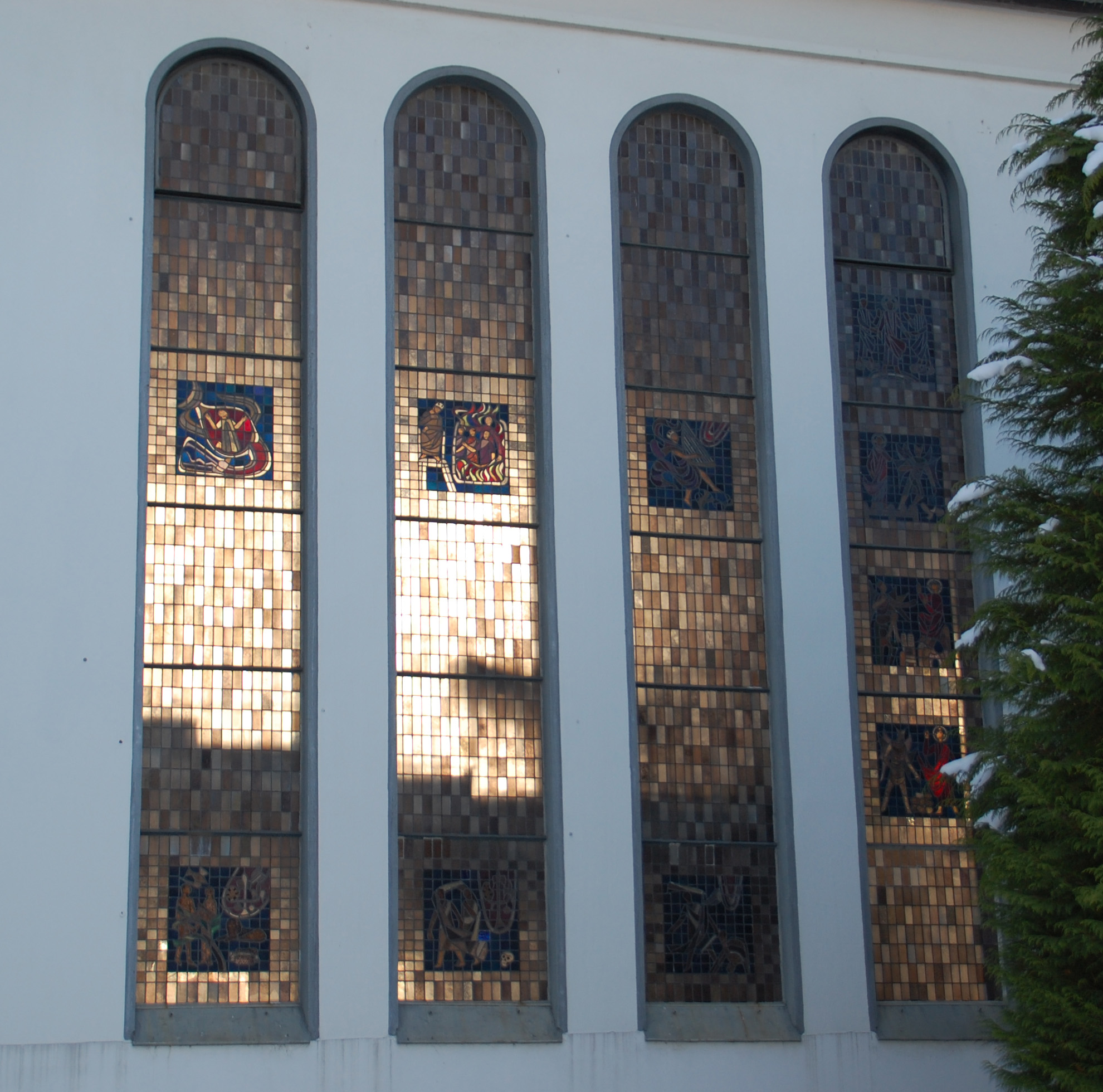
Kirchenfenster der Glasmalerei Schneiders und Schmolz

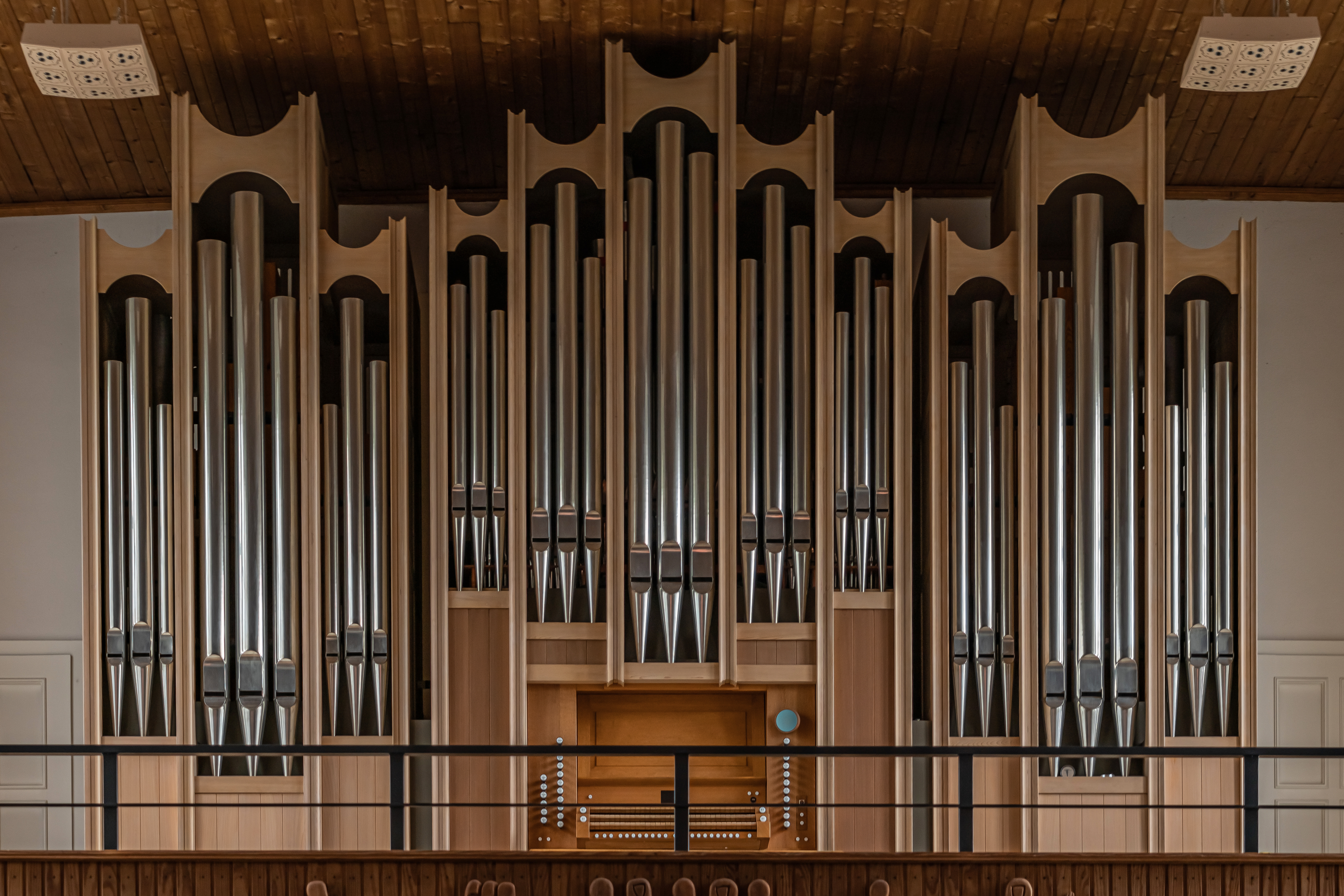
Die Orgel

Die Mensa ist schlicht und quaderförmig. An der Wand befinden sich drei überlebensgroße Figuren: Jesus Christus sowie an seiner Seite die Propheten Mose und Elija. Die Kirchenfenster wurden von der Köln-Lindenthaler Glasmalerei Schneiders und Schmolz angefertigt und zeigen Szenen aus der Bibel. In der Seitenkapelle befindet sich seit Dezember 2013 die Installation „…für dich streiten die Cherubim“ des ehemaligen Pfarrers Holger Evang-Lorenz. Es besteht aus Dukatengold auf Holz, ist 1,3 m hoch und 1,1 m breit und stammt aus dem Jahr 2010. Es zeigt drei Engelsymbole: Gabriels Lilie oder Lilienstengel  als Symbol für eine reine Liebe, Michaels Feuerflamme als Symbol für sein Flammenschwert und die unendliche Spirale als Symbol für die unvorstellbare Ewigkeit.

### Orgel
Im ursprünglichen Bauwerk stand zunächst eine kleine Orgel von der Firma Walcker mit 9 Registern, die nach dem Zweiten Weltkrieg durch eine Peter-Orgel und 1980 durch eine Orgel der Firma Weimbs Orgelbau mit drei Manuale (das erste als Koppelmanual) und 26 Registern ersetzt wurde. Sie steht auf einer Empore, die mit einem Relief verziert ist, das an Pfingsten erinnert. Die Empore im Norden schmückt ein Relief des Osterfestes, die an der Südseite Weihnachten. Das Instrument wurde 2020 grundgereinigt, neu gestimmt und mit einer zusätzlichen Registrier- und Setzeranlage ausgestattet. Ihre Disposition lautet wie folgt:
| II Manual |             |      |
| 1.        | Bourdon     | 16′  |
| 2.        | Principal   | 8′   |
| 3.        | Hohlflöte   | 8′   |
| 4.        | Oktave      | 4′   |
| 5.        | Gedeckt     | 4′   |
| 6.        | Quinte      | 2⁄3′ |
| 7.        | Superoktave | 2′   |
| 8.        | Mixtur 4f   | 1⁄3′ |
| 9.        | Cornett 3f  | 2⁄3′ |
| 10.       | Trompete    | 8′   |

| III Manual |                |      |
| 11.        | Gedecktflöte   | 8′   |
| 12.        | Salicional     | 8′   |
| 13.        | Vox coelestis  | 8′   |
| 14.        | Prinzipal      | 4′   |
| 15.        | Rohrflöte      | 4′   |
| 16.        | Sesquialter 2f | 2⁄3′ |
| 17.        | Oktavin        | 2′   |
| 18.        | Quinte         | 1⁄3′ |
| 19.        | Scharff 4f     | 1′   |
| 20.        | Hautbois       | 8′   |

| Pedal |             |     |
| 21.   | Subbaß      | 16′ |
| 22.   | Principal   | 8′  |
| 23.   | Gedecktbass | 8′  |
| 24.   | Choralbass  | 4′  |
| 25.   | Bombarde    | 16′ |
| 26.   | Posaune     | 8′  |

- Koppeln: III/P, II/P,
- Spielhilfen: Tremulanten HW, SW

### Glocken
Im Turm hingen ursprünglich drei Glocken aus Bronze, die in der Glocken- und Kunstgießerei Rincker gegossen wurden. Die größte Glocke war eine Stiftung der Witwe Giesler. Diese und die mittlere Glocke gingen im Zuge einer Metallspende des deutschen Volkes im Ersten Weltkrieg verloren. Die kleinste Glocke kam in die Friedenskirche nach Liblar.